# Констант II (узурпатор)
Це стаття про римського узурпатора V століття. Про візантійського імператора VII століття див. Констант II

Констант II (лат. Constans) — римський імператор-узурпатор у 410—411 роках.

## Біографія
Констант був старшим сином узурпатора Костянтина III, який повстав проти влади Гонорія в 406 або 407 році. Як повідомляє Орозій та інші автори, до вступу на престол батька Констант був ченцем. У 408 році Констант став цезарем і був посланий до Іспанії, де придушив повстання родичів Гонорія. Після вторгнення варварів у 409 році Костянтин III зробив свого старшого сина Августом.
Констант II за дорученням батька почав похід до Іспанії і зібрав найкращі війська. Його супроводжував британець Геронтій, якого він призначив magister militum і префект Аполлінарій (дід письменника Сидонія Аполлінарія). Константу вдалося придушити опір іспанських родичів Гонорія; двоє з них — Дідім і Вереніан — опинилися в полоні разом зі своїми сім'ями. Констант доставив їх до батька, який наказав стратити обох, і повернувся до Іспанії в супроводі полководця Юста, який, швидше за все, повинен був замінити Геронтія. Геронтій підняв повстання проти Константа та Костянтина і оголосив імператором Максима, тому Констант залишився в Галлії. Геронтій захопив Галлію і вбив Константа поблизу В'єнни. Григорій Турський повідомляв, що Констант був одружений, але про подальшу долю його дружини нічого не відомо.

## Констант у середньовічній британській традиції
Пізніша британська традиція використала деталі біографії Костянтина III та Константа для створення легенди про народження короля Артура. Зокрема Гальфрід Монмутський каже, що Констант і батько Артура — Утер Пендраґон — були братами. За легендою, викладеною у Гальфріда, після загибелі Костянтина III Вортіґерн умовив Константа залишити монастир, привів його на трон, а потім взяв владу у свої руки і організував вбивство короля. У Лайамона втеча Константа з монастиря розказана як авантюрна новела з перевдяганням і погонею. Гальфрід малює Константа з симпатією як невинну жертву Вортіґерна, у той час як Лайамон засуджує його за вихід з монастиря: «негарним був початок, негарним вийшов і кінець».